# Berberis-slægten
Berberis-slægten (Berberis) er en planteslægt, der er udbredt med ca. 650 arter i Europa, Afrika, Nordamerika, Sydamerika og Asien. Det er stedsegrønne eller løvfældende, tornede buske og træer med spredte, helrandede eller tandede blade. Blomsterne er gule eller orange, og de sidder gerne i klaser eller aks og er ofte duftende. Frugten er et bær. Af slægtens arter er kun Almindelig Berberis oprindelig i Danmark. Den er imidlertid udryddet, da den er mellemvært for kornets sortrust. De øvrige, nævnte arter er almindeligt dyrkede i Danmark.
| Beskrevne arter |

- Almindelig berberis (Berberis vulgaris)
- Hækberberis (Berberis thunbergii) – Thunbergs Berberis
- Julianes berberis (Berberis julianae)
- Lancetbladet berberis (Berberis gagnepainii)
- Tætfrugtet berberis (Berberis aggregata)
- Vorteberberis (Berberis verruculosa)
- Wilsons berberis (Berberis wilsoniae)
  - Småbladet berberis (Berberis wilsoniae var. parvifolia)

| Andre arter |

| - Berberis actinacantha - Berberis acuminata - Berberis aemulans - Berberis aetnensis - Berberis amoena - Berberis amurensis - Berberis angulosa - Berberis aquifolium - Berberis aristata - Berberis asiatica - Berberis atrocarpa - Berberis bealei - Berberis beaniana - Berberis bergmanniae - Berberis bodinieri - Berberis boliviana - Berberis brachypoda - Berberis bretschneideri - Berberis brevipaniculata - Berberis buxifolia - Berberis canadensis - Berberis candidula - Berberis caroli - Berberis chilensis - Berberis chillanensis - Berberis chinensis - Berberis chitria - Berberis chochoco - Berberis circumserrata - Berberis comberi - Berberis commutata - Berberis concinna - Berberis consimilis - Berberis cory - Berberis crataegina - Berberis cretica - Berberis darwinii - Berberis dasystachya - Berberis delavayi - Berberis diaphana - Berberis dictyophylla - Berberis dictyota - Berberis dielsiana - Berberis dubia - Berberis duclouxiana - Berberis edgeworthiana - Berberis empetrifolia - Berberis fendleri - Berberis flexuosa - Berberis floribunda | - Berberis fortunei - Berberis francisci-ferdinandi - Berberis fremontii - Berberis gilgiana - Berberis giraldii - Berberis glaucescens - Berberis glaucocarpa - Berberis globosa - Berberis gracilis - Berberis grandiflora - Berberis haematocarpa - Berberis hakeoides - Berberis henryana - Berberis heterophylla - Berberis heteropoda - Berberis higginsiae - Berberis hookeri - Berberis hypokerina - Berberis ilicifolia - Berberis iliensis - Berberis insignis - Berberis integerrima - Berberis jaeschkeana - Berberis jamesiana - Berberis jamesonii - Berberis japonica - Berberis jelskiana - Berberis kawakamii - Berberis knightii - Berberis koehneana - Berberis koreana - Berberis kumaonensis - Berberis lanceolata - Berberis laurina - Berberis lecomtei - Berberis lepidifolia - Berberis levis - Berberis liechtensteinii - Berberis linearifolia - Berberis lomariifolia - Berberis longipes - Berberis lucida - Berberis lycium - Berberis manipurana - Berberis mekongensis - Berberis microphylla - Berberis montana - Berberis moranensis - Berberis morrisonensis - Berberis mouillacana | - Berberis napaulensis - Berberis nervosa - Berberis nevinii - Berberis oblonga - Berberis orthobotrys - Berberis pachyacantha - Berberis pallens - Berberis petiolaris - Berberis pinnata - Berberis poiretii - Berberis polyantha - Berberis potaninii - Berberis prattii - Berberis pruinosa - Berberis pumila - Berberis quinduensis - Berberis regeliana - Berberis repens - Berberis replicata - Berberis rigidifolia - Berberis ruscifolia - Berberis sanguinea - Berberis sargentiana - Berberis sibirica - Berberis sieboldii - Berberis silva-taroucana - Berberis soulieana - Berberis spinulosa - Berberis swaseyi - Berberis temolaica - Berberis tenuifolia - Berberis thibetica - Berberis tischleri - Berberis triacanthophora - Berberis trifoliolata - Berberis turcomannica - Berberis ulicina - Berberis umbellata - Berberis valdiviana - Berberis veitchii - Berberis vernae - Berberis virescens - Berberis virgetorum - Berberis wallichiana - Berberis wilcoxii - Berberis yunnanensis |